# Amstel Gold Race 2025
Amstel Gold Race 2025 var den 59:e upplagan av nederländska cykelloppet Amstel Gold Race. Tävlingen genomfördes den 20 april 2025 med start i Maastricht och målgång i Cauberg. Loppet var en del av UCI World Tour 2025 och vanns av danske Mattias Skjelmose från cykelstallet Lidl-Trek.

## Deltagande lag
| WorldTeams (18)- EF Education-EasyPost - Lidl-Trek - UAE Team Emirates XRG - Decathlon AG2R La Mondiale Team - Red Bull-BORA-hansgrohe - Soudal Quick-Step - Cofidis - Alpecin-Deceuninck - Arkéa-B&B Hotels - Team Visma \| Lease a Bike - Ineos Grenadiers - Intermarché-Wanty - Groupama-FDJ - Movistar Team - Team Picnic-PostNL - Team Jayco AlUla - Bahrain-Victorious - XDS Astana Team ProTeams (7)- Lotto - Uno-X Mobility - Israel-Premier Tech - Q36.5 Pro Cycling Team - Team TotalEnergies - Tudor Pro Cycling Team - Unibet Tietema Rockets |
| |

## Resultat
| \| Totaltävlingen \| Totaltävlingen \| Totaltävlingen \| Totaltävlingen \| Totaltävlingen \| \| Cyklist \| Cyklist \| Lag \| Tid \| \| \| -------------- \| ----------------- \| -------------------------- \| -------------- \| -------------- \| \| 1. \| Mattias Skjelmose \| Lidl-Trek \| 5t 49' 58" \| \| \| 2. \| Tadej Pogačar \| UAE Team Emirates XRG \| + 0" \| \| \| 3. \| Remco Evenepoel \| Soudal Quick-Step \| + 0" \| \| \| 4. \| Wout van Aert \| Team Visma \\| Lease a Bike \| + 34" \| \| \| 5. \| Michael Matthews \| Team Jayco AlUla \| + 34" \| \| \| 6. \| Louis Barré \| Intermarché-Wanty \| + 34" \| \| \| 7. \| Romain Grégoire \| Groupama-FDJ \| + 34" \| \| \| 8. \| Tiesj Benoot \| Team Visma \\| Lease a Bike \| + 34" \| \| \| 9. \| Tom Pidcock \| Q36.5 Pro Cycling Team \| + 34" \| \| \| 10. \| Ben Healy \| EF Education-EasyPost \| + 34" \| \| |                   |                            |            |
| |                   |                            |            |
| Källa: ProCyclingStats |                   |                            |            |
| Totaltävlingen |                   |                            |            |
| Cyklist | Cyklist           | Lag                        | Tid        |
| 1. | Mattias Skjelmose | Lidl-Trek                  | 5t 49' 58" |
| 2. | Tadej Pogačar     | UAE Team Emirates XRG      | + 0"       |
| 3. | Remco Evenepoel   | Soudal Quick-Step          | + 0"       |
| 4. | Wout van Aert     | Team Visma \| Lease a Bike | + 34"      |
| 5. | Michael Matthews  | Team Jayco AlUla           | + 34"      |
| 6. | Louis Barré       | Intermarché-Wanty          | + 34"      |
| 7. | Romain Grégoire   | Groupama-FDJ               | + 34"      |
| 8. | Tiesj Benoot      | Team Visma \| Lease a Bike | + 34"      |
| 9. | Tom Pidcock       | Q36.5 Pro Cycling Team     | + 34"      |
| 10. | Ben Healy         | EF Education-EasyPost      | + 34"      |

## Startlista
| Q36.5 Pro Cycling Team Q36 | Q36.5 Pro Cycling Team Q36     | Q36.5 Pro Cycling Team Q36 |
| -------------------------- | ------------------------------ | -------------------------- |
| #                          | Cyklist                        | Placering                  |
| 1                          | Tom Pidcock (GBR)              | 9.                         |
| 2                          | Nickolas Zukowsky (CAN)        | DNF                        |
| 3                          | Xabier Azparren (ESP)          | DNF                        |
| 4                          | Fabio Christen (SUI)           | DNF                        |
| 5                          | Mark Donovan (GBR)             | DNF                        |
| 6                          | Milan Vader (NED)              | 37.                        |
| 7                          | Emīls Liepiņš (LAT) (landsväg) | DNF                        |

| Tudor Pro Cycling Team TUD | Tudor Pro Cycling Team TUD | Tudor Pro Cycling Team TUD |
| -------------------------- | -------------------------- | -------------------------- |
| #                          | Cyklist                    | Placering                  |
| 11                         | Marc Hirschi (SUI)         | 40.                        |
| 12                         | Julian Alaphilippe (FRA)   | 20.                        |
| 13                         | Fabian Weiss (SUI)         | DNF                        |
| 14                         | Marius Mayrhofer (GER)     | DNF                        |
| 15                         | Luc Wirtgen (LUX)          | DNF                        |
| 16                         | Hannes Wilksch (GER)       | DNF                        |
| 17                         | Matteo Trentin (ITA)       | DNF                        |

| Team Visma \| Lease a Bike TVL | Team Visma \| Lease a Bike TVL | Team Visma \| Lease a Bike TVL |
| ------------------------------ | ------------------------------ | ------------------------------ |
| #                              | Cyklist                        | Placering                      |
| 21                             | Wout van Aert (BEL)            | 4.                             |
| 22                             | Tiesj Benoot (BEL)             | 8.                             |
| 23                             | Daniel McLay (GBR)             | DNF                            |
| 24                             | Ben Tulett (GBR)               | 21.                            |
| 25                             | Attila Valter (HUN) (landsväg) | 22.                            |
| 26                             | Tosh Van der Sande (BEL)       | DNF                            |
| 27                             | Dylan van Baarle (NED)         | 73.                            |

| XDS Astana Team XAT | XDS Astana Team XAT       | XDS Astana Team XAT |
| ------------------- | ------------------------- | ------------------- |
| #                   | Cyklist                   | Placering           |
| 31                  | Clément Champoussin (FRA) | DNF                 |
| 32                  | Nicola Conci (ITA)        | 34.                 |
| 33                  | Fausto Masnada (ITA)      | DNF                 |
| 34                  | Ide Schelling (NED)       | DNF                 |
| 35                  | Christian Scaroni (ITA)   | DNF                 |
| 36                  | Darren van Bekkum (NED)   | DNF                 |
| 37                  | Simone Velasco (ITA)      | 50.                 |

| UAE Team Emirates XRG UAD | UAE Team Emirates XRG UAD         | UAE Team Emirates XRG UAD |
| ------------------------- | --------------------------------- | ------------------------- |
| #                         | Cyklist                           | Placering                 |
| 41                        | Tadej Pogačar (SLO) (landsväg)    | 2.                        |
| 42                        | Tim Wellens (BEL)                 | DNF                       |
| 43                        | Felix Großschartner (AUT)         | 68.                       |
| 44                        | Brandon McNulty (USA)             | 11.                       |
| 45                        | Jhonatan Narváez (ECU) (landsväg) | DNF                       |
| 46                        | Domen Novak (SLO) (landsväg)      | DNF                       |
| 47                        | Pavel Sivakov (FRA)               | 55.                       |

| Team Picnic-PostNL TPP | Team Picnic-PostNL TPP    | Team Picnic-PostNL TPP |
| ---------------------- | ------------------------- | ---------------------- |
| #                      | Cyklist                   | Placering              |
| 51                     | Enzo Leijnse (NED)        | DNF                    |
| 52                     | Romain Combaud (FRA)      | DNF                    |
| 53                     | Sean Flynn (GBR)          | DNF                    |
| 54                     | Warren Barguil (FRA)      | 30.                    |
| 55                     | Timo Roosen (NED)         | DNF                    |
| 56                     | Kevin Vermaerke (USA)     | DNF                    |
| 57                     | Frank van den Broek (NED) | 26.                    |

| Team Jayco AlUla JAY | Team Jayco AlUla JAY          | Team Jayco AlUla JAY |
| -------------------- | ----------------------------- | -------------------- |
| #                    | Cyklist                       | Placering            |
| 61                   | Michael Matthews (AUS)        | 5.                   |
| 62                   | Patrick Gamper (AUT)          | DNF                  |
| 63                   | Anders Foldager (DEN)         | 59.                  |
| 64                   | Alan Hatherly (RSA)           | DNF                  |
| 65                   | Ben O'Connor (AUS)            | DNF                  |
| 66                   | Mauro Schmid (SUI) (landsväg) | 15.                  |
| 67                   | Filippo Zana (ITA)            | DNF                  |

| Soudal Quick-Step SOQ | Soudal Quick-Step SOQ       | Soudal Quick-Step SOQ |
| --------------------- | --------------------------- | --------------------- |
| #                     | Cyklist                     | Placering             |
| 71                    | Remco Evenepoel (BEL)       | 3.                    |
| 72                    | Ilan Van Wilder (BEL)       | 54.                   |
| 73                    | Louis Vervaeke (BEL)        | 58.                   |
| 74                    | Pepijn Reinderink (NED)     | DNF                   |
| 75                    | Maximilian Schachmann (GER) | 53.                   |
| 76                    | Mauri Vansevenant (BEL)     | 42.                   |
| 77                    | Pascal Eenkhoorn (NED)      | DNF                   |

| Red Bull-Bora-Hansgrohe RBH | Red Bull-Bora-Hansgrohe RBH      | Red Bull-Bora-Hansgrohe RBH |
| --------------------------- | -------------------------------- | --------------------------- |
| #                           | Cyklist                          | Placering                   |
| 81                          | Maxim Van Gils (BEL)             | DNF                         |
| 82                          | Roger Adrià (ESP)                | DNF                         |
| 83                          | Finn Fisher-Black (NZL)          | DNF                         |
| 84                          | Alexander Hajek (AUT) (landsväg) | DNF                         |
| 85                          | Jonas Koch (GER)                 | DNF                         |
| 86                          | Mick van Dijke (NED)             | 72.                         |
| 87                          | Tim van Dijke (NED)              | DNF                         |

| Movistar Team MOV | Movistar Team MOV                   | Movistar Team MOV |
| ----------------- | ----------------------------------- | ----------------- |
| #                 | Cyklist                             | Placering         |
| 91                | Ruben Guerreiro (POR)               | DNF               |
| 92                | Nelson Oliveira (POR)               | DNF               |
| 93                | Davide Formolo (ITA)                | 27.               |
| 94                | Gregor Mühlberger (AUT)             | 35.               |
| 95                | Michel Hessmann (GER)               | DNF               |
| 96                | Gonzalo Serrano (ESP)               | DNF               |
| 97                | Natnael Tesfatsion (ERI) (landsväg) | DNF               |

| Lidl-Trek TBL | Lidl-Trek TBL           | Lidl-Trek TBL |
| ------------- | ----------------------- | ------------- |
| #             | Cyklist                 | Placering     |
| 101           | Thibau Nys (BEL)        | 12.           |
| 102           | Andrea Bagioli (ITA)    | 36.           |
| 103           | Mattias Skjelmose (DEN) | 1.            |
| 104           | Patrick Konrad (AUT)    | 41.           |
| 105           | Toms Skujiņš (LAT)      | 39.           |
| 106           | Quinn Simmons (USA)     | DNF           |
| 107           | Otto Vergaerde (BEL)    | DNF           |

| Intermarché-Wanty IWA | Intermarché-Wanty IWA        | Intermarché-Wanty IWA |
| --------------------- | ---------------------------- | --------------------- |
| #                     | Cyklist                      | Placering             |
| 111                   | Louis Barré (FRA)            | 6.                    |
| 112                   | Kamiel Bonneu (BEL)          | 79.                   |
| 113                   | Dries De Pooter (BEL)        | DNF                   |
| 114                   | Alexander Kamp Egested (DEN) | 18.                   |
| 115                   | Georg Zimmermann (GER)       | 31.                   |
| 116                   | Lorenzo Rota (ITA)           | DNF                   |
| 117                   | Luca Van Boven (BEL)         | 74.                   |

| Ineos Grenadiers IGD | Ineos Grenadiers IGD     | Ineos Grenadiers IGD |
| -------------------- | ------------------------ | -------------------- |
| #                    | Cyklist                  | Placering            |
| 121                  | Tobias Foss (NOR)        | DNF                  |
| 122                  | Omar Fraile (ESP)        | DNF                  |
| 123                  | Bob Jungels (LUX)        | DNF                  |
| 124                  | Victor Langellotti (MON) | 71.                  |
| 125                  | Axel Laurance (FRA)      | 49.                  |
| 126                  | Magnus Sheffield (USA)   | 51.                  |
| 127                  | Artem Shmidt (USA)       | 63.                  |

| Groupama-FDJ GFC | Groupama-FDJ GFC               | Groupama-FDJ GFC |
| ---------------- | ------------------------------ | ---------------- |
| #                | Cyklist                        | Placering        |
| 131              | Valentin Madouas (FRA)         | 19.              |
| 132              | Cyril Barthe (FRA)             | DNF              |
| 133              | Rémi Cavagna (FRA)             | 69.              |
| 134              | Kevin Geniets (LUX) (landsväg) | 43.              |
| 135              | Romain Grégoire (FRA)          | 7.               |
| 136              | Johan Jacobs (SUI)             | DNF              |
| 137              | Quentin Pacher (FRA)           | 33.              |

| EF Education-EasyPost EFE | EF Education-EasyPost EFE | EF Education-EasyPost EFE |
| ------------------------- | ------------------------- | ------------------------- |
| #                         | Cyklist                   | Placering                 |
| 141                       | Ben Healy (IRL)           | 10.                       |
| 142                       | Vincenzo Albanese (ITA)   | DNF                       |
| 143                       | Samuele Battistella (ITA) | 70.                       |
| 144                       | Neilson Powless (USA)     | 13.                       |
| 145                       | Alex Baudin (FRA)         | 48.                       |
| 146                       | Harry Sweeny (AUS)        | DNF                       |
| 147                       | Marijn van den Berg (NED) | DNF                       |

| Decathlon-AG2R La Mondiale DAT | Decathlon-AG2R La Mondiale DAT | Decathlon-AG2R La Mondiale DAT |
| ------------------------------ | ------------------------------ | ------------------------------ |
| #                              | Cyklist                        | Placering                      |
| 151                            | Pierre Gautherat (FRA)         | DNF                            |
| 152                            | Dorian Godon (FRA)             | 44.                            |
| 153                            | Sander De Pestel (BEL)         | DNF                            |
| 154                            | Noa Isidore (FRA)              | DNF                            |
| 155                            | Jordan Labrosse (FRA)          | DNF                            |
| 156                            | Oliver Naesen (BEL)            | DNF                            |
| 157                            | Bastien Tronchon (FRA)         | 38.                            |

| Cofidis COF | Cofidis COF                    | Cofidis COF |
| ----------- | ------------------------------ | ----------- |
| #           | Cyklist                        | Placering   |
| 161         | Dylan Teuns (BEL)              | 46.         |
| 162         | Sam Maisonobe (FRA)            | DNF         |
| 163         | Alex Aranburu (ESP) (landsväg) | DNF         |
| 164         | Valentin Ferron (FRA)          | DNF         |
| 165         | Ludovic Robeet (BEL)           | DNF         |
| 166         | Damien Touzé (FRA)             | 67.         |
| 167         | Jan Maas (NED)                 | DNF         |

| Bahrain Victorious TBV | Bahrain Victorious TBV   | Bahrain Victorious TBV |
| ---------------------- | ------------------------ | ---------------------- |
| #                      | Cyklist                  | Placering              |
| 171                    | Pello Bilbao (ESP)       | 25.                    |
| 172                    | Santiago Buitrago (COL)  | 29.                    |
| 173                    | Nicolò Buratti (ITA)     | DNF                    |
| 174                    | Edoardo Zambanini (ITA)  | 45.                    |
| 175                    | Fred Wright (GBR)        | DNF                    |
| 176                    | Robert Stannard (AUS)    | DNF                    |
| 177                    | Mathijs Paasschens (NED) | DNF                    |

| Arkéa-B&B Hotels ARK | Arkéa-B&B Hotels ARK    | Arkéa-B&B Hotels ARK |
| -------------------- | ----------------------- | -------------------- |
| #                    | Cyklist                 | Placering            |
| 181                  | Anthony Delaplace (FRA) | 66.                  |
| 182                  | Simon Guglielmi (FRA)   | DNF                  |
| 183                  | Laurens Huys (BEL)      | DNF                  |
| 184                  | Mathis Le Berre (FRA)   | 60.                  |
| 185                  | Kévin Vauquelin (FRA)   | DNF                  |
| 186                  | Donavan Grondin (FRA)   | DNF                  |
| 187                  | Victor Guernalec (FRA)  | DNF                  |

| Alpecin-Deceuninck ADC | Alpecin-Deceuninck ADC  | Alpecin-Deceuninck ADC |
| ---------------------- | ----------------------- | ---------------------- |
| #                      | Cyklist                 | Placering              |
| 191                    | Gal Glivar (SLO)        | 76.                    |
| 192                    | Quinten Hermans (BEL)   | 16.                    |
| 193                    | Xandro Meurisse (BEL)   | 52.                    |
| 194                    | Oscar Riesebeek (NED)   | DNF                    |
| 195                    | Henri Uhlig (GER)       | DNF                    |
| 196                    | Gianni Vermeersch (BEL) | DNF                    |
| 197                    | Emiel Verstrynge (BEL)  | 75.                    |

| Uno-X Mobility UXM | Uno-X Mobility UXM           | Uno-X Mobility UXM |
| ------------------ | ---------------------------- | ------------------ |
| #                  | Cyklist                      | Placering          |
| 201                | Martin Bugge Urianstad (NOR) | DNF                |
| 202                | Fredrik Dversnes (NOR)       | 32.                |
| 203                | Ådne Holter (NOR)            | 62.                |
| 204                | Stian Fredheim (NOR)         | DNF                |
| 205                | Andreas Leknessund (NOR)     | 28.                |
| 206                | William Blume Levy (DEN)     | DNF                |
| 207                | Erik Nordsæter Resell (NOR)  | DNF                |

| Lotto LOT | Lotto LOT                | Lotto LOT |
| --------- | ------------------------ | --------- |
| #         | Cyklist                  | Placering |
| 211       | Cedric Beullens (BEL)    | DNF       |
| 212       | Logan Currie (NZL)       | DNF       |
| 213       | Jarrad Drizners (AUS)    | DNF       |
| 214       | Arjen Livyns (BEL)       | 77.       |
| 215       | Reuben Thompson (NZL)    | 56.       |
| 216       | Jonas Gregaard (DEN)     | DNF       |
| 217       | Henri Vandenabeele (BEL) | DNF       |

| Israel-Premier Tech IPT | Israel-Premier Tech IPT | Israel-Premier Tech IPT |
| ----------------------- | ----------------------- | ----------------------- |
| #                       | Cyklist                 | Placering               |
| 221                     | Simon Clarke (AUS)      | 64.                     |
| 222                     | Joseph Blackmore (GBR)  | 14.                     |
| 223                     | Alexej Lutsenko (KAZ)   | 17.                     |
| 224                     | Nadav Raisberg (ISR)    | DNF                     |
| 225                     | Nick Schultz (AUS)      | DNF                     |
| 226                     | Riley Sheehan (USA)     | DNF                     |
| 227                     | Corbin Strong (NZL)     | 65.                     |

| Unibet Tietema Rockets RKT | Unibet Tietema Rockets RKT   | Unibet Tietema Rockets RKT |
| -------------------------- | ---------------------------- | -------------------------- |
| #                          | Cyklist                      | Placering                  |
| 231                        | Joren Bloem (NED)            | DNF                        |
| 232                        | Hartthijs de Vries (NED)     | 61.                        |
| 233                        | Jelle Johannink (NED)        | DNF                        |
| 234                        | Tomáš Kopecký (CZE)          | 78.                        |
| 235                        | Lukáš Kubiš (SVK) (landsväg) | DNF                        |
| 236                        | Lander Loockx (BEL)          | 47.                        |
| 237                        | Sergio Meris (ITA)           | DNF                        |

| Team TotalEnergies TEN | Team TotalEnergies TEN    | Team TotalEnergies TEN |
| ---------------------- | ------------------------- | ---------------------- |
| #                      | Cyklist                   | Placering              |
| 241                    | Mathieu Burgaudeau (FRA)  | 24.                    |
| 242                    | Rayan Boulahoite (FRA)    | DNF                    |
| 243                    | Alexandre Delettre (FRA)  | 23.                    |
| 244                    | Sandy Dujardin (FRA)      | 57.                    |
| 245                    | Baptiste Vadic (FRA)      | DNF                    |
| 246                    | Valentin Retailleau (FRA) | DNF                    |
| 247                    | Anthony Turgis (FRA)      | DNF                    |

| Q36.5 Pro Cycling Team Q36 | Q36.5 Pro Cycling Team Q36     | Q36.5 Pro Cycling Team Q36 |
| -------------------------- | ------------------------------ | -------------------------- |
| #                          | Cyklist                        | Placering                  |
| 1                          | Tom Pidcock (GBR)              | 9.                         |
| 2                          | Nickolas Zukowsky (CAN)        | DNF                        |
| 3                          | Xabier Azparren (ESP)          | DNF                        |
| 4                          | Fabio Christen (SUI)           | DNF                        |
| 5                          | Mark Donovan (GBR)             | DNF                        |
| 6                          | Milan Vader (NED)              | 37.                        |
| 7                          | Emīls Liepiņš (LAT) (landsväg) | DNF                        |

| Tudor Pro Cycling Team TUD | Tudor Pro Cycling Team TUD | Tudor Pro Cycling Team TUD |
| -------------------------- | -------------------------- | -------------------------- |
| #                          | Cyklist                    | Placering                  |
| 11                         | Marc Hirschi (SUI)         | 40.                        |
| 12                         | Julian Alaphilippe (FRA)   | 20.                        |
| 13                         | Fabian Weiss (SUI)         | DNF                        |
| 14                         | Marius Mayrhofer (GER)     | DNF                        |
| 15                         | Luc Wirtgen (LUX)          | DNF                        |
| 16                         | Hannes Wilksch (GER)       | DNF                        |
| 17                         | Matteo Trentin (ITA)       | DNF                        |

| Team Visma \| Lease a Bike TVL | Team Visma \| Lease a Bike TVL | Team Visma \| Lease a Bike TVL |
| ------------------------------ | ------------------------------ | ------------------------------ |
| #                              | Cyklist                        | Placering                      |
| 21                             | Wout van Aert (BEL)            | 4.                             |
| 22                             | Tiesj Benoot (BEL)             | 8.                             |
| 23                             | Daniel McLay (GBR)             | DNF                            |
| 24                             | Ben Tulett (GBR)               | 21.                            |
| 25                             | Attila Valter (HUN) (landsväg) | 22.                            |
| 26                             | Tosh Van der Sande (BEL)       | DNF                            |
| 27                             | Dylan van Baarle (NED)         | 73.                            |

| XDS Astana Team XAT | XDS Astana Team XAT       | XDS Astana Team XAT |
| ------------------- | ------------------------- | ------------------- |
| #                   | Cyklist                   | Placering           |
| 31                  | Clément Champoussin (FRA) | DNF                 |
| 32                  | Nicola Conci (ITA)        | 34.                 |
| 33                  | Fausto Masnada (ITA)      | DNF                 |
| 34                  | Ide Schelling (NED)       | DNF                 |
| 35                  | Christian Scaroni (ITA)   | DNF                 |
| 36                  | Darren van Bekkum (NED)   | DNF                 |
| 37                  | Simone Velasco (ITA)      | 50.                 |

| UAE Team Emirates XRG UAD | UAE Team Emirates XRG UAD         | UAE Team Emirates XRG UAD |
| ------------------------- | --------------------------------- | ------------------------- |
| #                         | Cyklist                           | Placering                 |
| 41                        | Tadej Pogačar (SLO) (landsväg)    | 2.                        |
| 42                        | Tim Wellens (BEL)                 | DNF                       |
| 43                        | Felix Großschartner (AUT)         | 68.                       |
| 44                        | Brandon McNulty (USA)             | 11.                       |
| 45                        | Jhonatan Narváez (ECU) (landsväg) | DNF                       |
| 46                        | Domen Novak (SLO) (landsväg)      | DNF                       |
| 47                        | Pavel Sivakov (FRA)               | 55.                       |

| Team Picnic-PostNL TPP | Team Picnic-PostNL TPP    | Team Picnic-PostNL TPP |
| ---------------------- | ------------------------- | ---------------------- |
| #                      | Cyklist                   | Placering              |
| 51                     | Enzo Leijnse (NED)        | DNF                    |
| 52                     | Romain Combaud (FRA)      | DNF                    |
| 53                     | Sean Flynn (GBR)          | DNF                    |
| 54                     | Warren Barguil (FRA)      | 30.                    |
| 55                     | Timo Roosen (NED)         | DNF                    |
| 56                     | Kevin Vermaerke (USA)     | DNF                    |
| 57                     | Frank van den Broek (NED) | 26.                    |

| Team Jayco AlUla JAY | Team Jayco AlUla JAY          | Team Jayco AlUla JAY |
| -------------------- | ----------------------------- | -------------------- |
| #                    | Cyklist                       | Placering            |
| 61                   | Michael Matthews (AUS)        | 5.                   |
| 62                   | Patrick Gamper (AUT)          | DNF                  |
| 63                   | Anders Foldager (DEN)         | 59.                  |
| 64                   | Alan Hatherly (RSA)           | DNF                  |
| 65                   | Ben O'Connor (AUS)            | DNF                  |
| 66                   | Mauro Schmid (SUI) (landsväg) | 15.                  |
| 67                   | Filippo Zana (ITA)            | DNF                  |

| Soudal Quick-Step SOQ | Soudal Quick-Step SOQ       | Soudal Quick-Step SOQ |
| --------------------- | --------------------------- | --------------------- |
| #                     | Cyklist                     | Placering             |
| 71                    | Remco Evenepoel (BEL)       | 3.                    |
| 72                    | Ilan Van Wilder (BEL)       | 54.                   |
| 73                    | Louis Vervaeke (BEL)        | 58.                   |
| 74                    | Pepijn Reinderink (NED)     | DNF                   |
| 75                    | Maximilian Schachmann (GER) | 53.                   |
| 76                    | Mauri Vansevenant (BEL)     | 42.                   |
| 77                    | Pascal Eenkhoorn (NED)      | DNF                   |

| Red Bull-Bora-Hansgrohe RBH | Red Bull-Bora-Hansgrohe RBH      | Red Bull-Bora-Hansgrohe RBH |
| --------------------------- | -------------------------------- | --------------------------- |
| #                           | Cyklist                          | Placering                   |
| 81                          | Maxim Van Gils (BEL)             | DNF                         |
| 82                          | Roger Adrià (ESP)                | DNF                         |
| 83                          | Finn Fisher-Black (NZL)          | DNF                         |
| 84                          | Alexander Hajek (AUT) (landsväg) | DNF                         |
| 85                          | Jonas Koch (GER)                 | DNF                         |
| 86                          | Mick van Dijke (NED)             | 72.                         |
| 87                          | Tim van Dijke (NED)              | DNF                         |

| Movistar Team MOV | Movistar Team MOV                   | Movistar Team MOV |
| ----------------- | ----------------------------------- | ----------------- |
| #                 | Cyklist                             | Placering         |
| 91                | Ruben Guerreiro (POR)               | DNF               |
| 92                | Nelson Oliveira (POR)               | DNF               |
| 93                | Davide Formolo (ITA)                | 27.               |
| 94                | Gregor Mühlberger (AUT)             | 35.               |
| 95                | Michel Hessmann (GER)               | DNF               |
| 96                | Gonzalo Serrano (ESP)               | DNF               |
| 97                | Natnael Tesfatsion (ERI) (landsväg) | DNF               |

| Lidl-Trek TBL | Lidl-Trek TBL           | Lidl-Trek TBL |
| ------------- | ----------------------- | ------------- |
| #             | Cyklist                 | Placering     |
| 101           | Thibau Nys (BEL)        | 12.           |
| 102           | Andrea Bagioli (ITA)    | 36.           |
| 103           | Mattias Skjelmose (DEN) | 1.            |
| 104           | Patrick Konrad (AUT)    | 41.           |
| 105           | Toms Skujiņš (LAT)      | 39.           |
| 106           | Quinn Simmons (USA)     | DNF           |
| 107           | Otto Vergaerde (BEL)    | DNF           |

| Intermarché-Wanty IWA | Intermarché-Wanty IWA        | Intermarché-Wanty IWA |
| --------------------- | ---------------------------- | --------------------- |
| #                     | Cyklist                      | Placering             |
| 111                   | Louis Barré (FRA)            | 6.                    |
| 112                   | Kamiel Bonneu (BEL)          | 79.                   |
| 113                   | Dries De Pooter (BEL)        | DNF                   |
| 114                   | Alexander Kamp Egested (DEN) | 18.                   |
| 115                   | Georg Zimmermann (GER)       | 31.                   |
| 116                   | Lorenzo Rota (ITA)           | DNF                   |
| 117                   | Luca Van Boven (BEL)         | 74.                   |

| Ineos Grenadiers IGD | Ineos Grenadiers IGD     | Ineos Grenadiers IGD |
| -------------------- | ------------------------ | -------------------- |
| #                    | Cyklist                  | Placering            |
| 121                  | Tobias Foss (NOR)        | DNF                  |
| 122                  | Omar Fraile (ESP)        | DNF                  |
| 123                  | Bob Jungels (LUX)        | DNF                  |
| 124                  | Victor Langellotti (MON) | 71.                  |
| 125                  | Axel Laurance (FRA)      | 49.                  |
| 126                  | Magnus Sheffield (USA)   | 51.                  |
| 127                  | Artem Shmidt (USA)       | 63.                  |

| Groupama-FDJ GFC | Groupama-FDJ GFC               | Groupama-FDJ GFC |
| ---------------- | ------------------------------ | ---------------- |
| #                | Cyklist                        | Placering        |
| 131              | Valentin Madouas (FRA)         | 19.              |
| 132              | Cyril Barthe (FRA)             | DNF              |
| 133              | Rémi Cavagna (FRA)             | 69.              |
| 134              | Kevin Geniets (LUX) (landsväg) | 43.              |
| 135              | Romain Grégoire (FRA)          | 7.               |
| 136              | Johan Jacobs (SUI)             | DNF              |
| 137              | Quentin Pacher (FRA)           | 33.              |

| EF Education-EasyPost EFE | EF Education-EasyPost EFE | EF Education-EasyPost EFE |
| ------------------------- | ------------------------- | ------------------------- |
| #                         | Cyklist                   | Placering                 |
| 141                       | Ben Healy (IRL)           | 10.                       |
| 142                       | Vincenzo Albanese (ITA)   | DNF                       |
| 143                       | Samuele Battistella (ITA) | 70.                       |
| 144                       | Neilson Powless (USA)     | 13.                       |
| 145                       | Alex Baudin (FRA)         | 48.                       |
| 146                       | Harry Sweeny (AUS)        | DNF                       |
| 147                       | Marijn van den Berg (NED) | DNF                       |

| Decathlon-AG2R La Mondiale DAT | Decathlon-AG2R La Mondiale DAT | Decathlon-AG2R La Mondiale DAT |
| ------------------------------ | ------------------------------ | ------------------------------ |
| #                              | Cyklist                        | Placering                      |
| 151                            | Pierre Gautherat (FRA)         | DNF                            |
| 152                            | Dorian Godon (FRA)             | 44.                            |
| 153                            | Sander De Pestel (BEL)         | DNF                            |
| 154                            | Noa Isidore (FRA)              | DNF                            |
| 155                            | Jordan Labrosse (FRA)          | DNF                            |
| 156                            | Oliver Naesen (BEL)            | DNF                            |
| 157                            | Bastien Tronchon (FRA)         | 38.                            |

| Cofidis COF | Cofidis COF                    | Cofidis COF |
| ----------- | ------------------------------ | ----------- |
| #           | Cyklist                        | Placering   |
| 161         | Dylan Teuns (BEL)              | 46.         |
| 162         | Sam Maisonobe (FRA)            | DNF         |
| 163         | Alex Aranburu (ESP) (landsväg) | DNF         |
| 164         | Valentin Ferron (FRA)          | DNF         |
| 165         | Ludovic Robeet (BEL)           | DNF         |
| 166         | Damien Touzé (FRA)             | 67.         |
| 167         | Jan Maas (NED)                 | DNF         |

| Bahrain Victorious TBV | Bahrain Victorious TBV   | Bahrain Victorious TBV |
| ---------------------- | ------------------------ | ---------------------- |
| #                      | Cyklist                  | Placering              |
| 171                    | Pello Bilbao (ESP)       | 25.                    |
| 172                    | Santiago Buitrago (COL)  | 29.                    |
| 173                    | Nicolò Buratti (ITA)     | DNF                    |
| 174                    | Edoardo Zambanini (ITA)  | 45.                    |
| 175                    | Fred Wright (GBR)        | DNF                    |
| 176                    | Robert Stannard (AUS)    | DNF                    |
| 177                    | Mathijs Paasschens (NED) | DNF                    |

| Arkéa-B&B Hotels ARK | Arkéa-B&B Hotels ARK    | Arkéa-B&B Hotels ARK |
| -------------------- | ----------------------- | -------------------- |
| #                    | Cyklist                 | Placering            |
| 181                  | Anthony Delaplace (FRA) | 66.                  |
| 182                  | Simon Guglielmi (FRA)   | DNF                  |
| 183                  | Laurens Huys (BEL)      | DNF                  |
| 184                  | Mathis Le Berre (FRA)   | 60.                  |
| 185                  | Kévin Vauquelin (FRA)   | DNF                  |
| 186                  | Donavan Grondin (FRA)   | DNF                  |
| 187                  | Victor Guernalec (FRA)  | DNF                  |

| Alpecin-Deceuninck ADC | Alpecin-Deceuninck ADC  | Alpecin-Deceuninck ADC |
| ---------------------- | ----------------------- | ---------------------- |
| #                      | Cyklist                 | Placering              |
| 191                    | Gal Glivar (SLO)        | 76.                    |
| 192                    | Quinten Hermans (BEL)   | 16.                    |
| 193                    | Xandro Meurisse (BEL)   | 52.                    |
| 194                    | Oscar Riesebeek (NED)   | DNF                    |
| 195                    | Henri Uhlig (GER)       | DNF                    |
| 196                    | Gianni Vermeersch (BEL) | DNF                    |
| 197                    | Emiel Verstrynge (BEL)  | 75.                    |

| Uno-X Mobility UXM | Uno-X Mobility UXM           | Uno-X Mobility UXM |
| ------------------ | ---------------------------- | ------------------ |
| #                  | Cyklist                      | Placering          |
| 201                | Martin Bugge Urianstad (NOR) | DNF                |
| 202                | Fredrik Dversnes (NOR)       | 32.                |
| 203                | Ådne Holter (NOR)            | 62.                |
| 204                | Stian Fredheim (NOR)         | DNF                |
| 205                | Andreas Leknessund (NOR)     | 28.                |
| 206                | William Blume Levy (DEN)     | DNF                |
| 207                | Erik Nordsæter Resell (NOR)  | DNF                |

| Lotto LOT | Lotto LOT                | Lotto LOT |
| --------- | ------------------------ | --------- |
| #         | Cyklist                  | Placering |
| 211       | Cedric Beullens (BEL)    | DNF       |
| 212       | Logan Currie (NZL)       | DNF       |
| 213       | Jarrad Drizners (AUS)    | DNF       |
| 214       | Arjen Livyns (BEL)       | 77.       |
| 215       | Reuben Thompson (NZL)    | 56.       |
| 216       | Jonas Gregaard (DEN)     | DNF       |
| 217       | Henri Vandenabeele (BEL) | DNF       |

| Israel-Premier Tech IPT | Israel-Premier Tech IPT | Israel-Premier Tech IPT |
| ----------------------- | ----------------------- | ----------------------- |
| #                       | Cyklist                 | Placering               |
| 221                     | Simon Clarke (AUS)      | 64.                     |
| 222                     | Joseph Blackmore (GBR)  | 14.                     |
| 223                     | Alexej Lutsenko (KAZ)   | 17.                     |
| 224                     | Nadav Raisberg (ISR)    | DNF                     |
| 225                     | Nick Schultz (AUS)      | DNF                     |
| 226                     | Riley Sheehan (USA)     | DNF                     |
| 227                     | Corbin Strong (NZL)     | 65.                     |

| Unibet Tietema Rockets RKT | Unibet Tietema Rockets RKT   | Unibet Tietema Rockets RKT |
| -------------------------- | ---------------------------- | -------------------------- |
| #                          | Cyklist                      | Placering                  |
| 231                        | Joren Bloem (NED)            | DNF                        |
| 232                        | Hartthijs de Vries (NED)     | 61.                        |
| 233                        | Jelle Johannink (NED)        | DNF                        |
| 234                        | Tomáš Kopecký (CZE)          | 78.                        |
| 235                        | Lukáš Kubiš (SVK) (landsväg) | DNF                        |
| 236                        | Lander Loockx (BEL)          | 47.                        |
| 237                        | Sergio Meris (ITA)           | DNF                        |

| Team TotalEnergies TEN | Team TotalEnergies TEN    | Team TotalEnergies TEN |
| ---------------------- | ------------------------- | ---------------------- |
| #                      | Cyklist                   | Placering              |
| 241                    | Mathieu Burgaudeau (FRA)  | 24.                    |
| 242                    | Rayan Boulahoite (FRA)    | DNF                    |
| 243                    | Alexandre Delettre (FRA)  | 23.                    |
| 244                    | Sandy Dujardin (FRA)      | 57.                    |
| 245                    | Baptiste Vadic (FRA)      | DNF                    |
| 246                    | Valentin Retailleau (FRA) | DNF                    |
| 247                    | Anthony Turgis (FRA)      | DNF                    |

Förklaringar
DNF = Fullföljde inte, OTL = Utanför tidsgränsen, DNS = Startade inte, DSQ = Diskvalificerad